# 柯尔克孜族
柯尔克孜族（柯爾克孜語：Кыргыз / قىرعىز），是中华人民共和国国家民族事务委员会承認的55个少数民族之一，即中国境内的吉爾吉斯族，和吉尔吉斯斯坦的主体民族相同。主要分佈在新疆維吾爾自治區西南部的克孜勒蘇柯爾克孜自治州，少數分佈在鄰近的烏什、阿克苏市、莎車、英吉沙、塔什库尔干和皮山以及新疆北部的特克斯、昭蘇、額敏、博樂、精河和鞏留。

## 歷史
约公元前3世纪末，匈奴征服了居住在匈奴以北的吉尔吉斯湖周围的柯尔克孜族的先民，《史記》稱他們為“鬲昆”。隋唐之际柯尔克孜族為突厥汗國统治，被称为“契骨”，唐太宗击破突厥後隶属于燕然都护府。後为回纥汗國征服，被称为黠戛斯。9世纪黠戛斯逐渐强盛，公元840年擊敗回鹘汗国，杀㕎馺可汗并诛宰相掘罗勿，在圖瓦地區建立黠戛斯汗国。10世纪契丹人的辽兴起，黠戛斯成为其藩属国，辽在辖戛斯设“辖戛斯国王府”。元代称柯尔克孜族为“乞儿吉思”或“吉利吉思”。16世纪末西蒙古准噶尔部逐渐强大，17世紀初吉尔吉斯人与准噶尔汗国进行了长达一个多世纪的冲突和战争，在18世紀策妄阿拉布坦将一部分被征服的吉尔吉斯人遣送至天山至楚河一帶。
處於擴張中的俄羅斯帝國和清帝國之間的吉爾吉斯傳統領域逐漸受到外來勢力的夾擊，隨著俄羅斯和清朝的吞併而縮小。1703年秋，在西伯利亞叶尼塞河一带的柯尔克孜人图瓦、叶泽尔、阿勒蒂尔和阿勒蒂萨尔四部大部分迁到了清帝國邊緣的伊塞克湖地区、费尔干納盆地及其附近山区，清代文獻称柯尔克孜族为布鲁特，記載的柯尔克孜族部落有萨雅克、萨尔巴噶什、布库、霍索楚、启台、萨娄、额德格纳、蒙科尔多尔、齐里克、巴斯子、冲巴噶什、胡什齐、岳瓦什、提依特、奈曼、希布察克、诺依古特、苏勒图等，归附清朝的柯尔克孜各部落大小头目被赐以二至七品顶戴，由喀什噶尔参赞大臣专管，而靠近伊犁地区的每两年由伊犁将军派领队大臣前往巡查一次。
吉爾吉斯人對俄羅斯的態度最初是中立的，因為他們與俄羅斯帝國的第一次互動是在俄羅斯入侵哈薩克斯坦的背景下，在俄羅斯擴張到傳統的吉爾吉斯領土之前，哈薩克人已經開始對吉爾吉斯人的定居點進行一系列襲擊，因此吉爾吉斯人很高興能獲得一個軍事上優於哈薩克人的盟友，特別是俄羅斯在1850年代對與吉爾吉斯部族敵對的浩罕汗國的襲擊。但1860年，來自俄羅斯帝國的哥薩克人洗劫了吉爾吉斯人的城市比什凱克，並為俄羅斯帝國吞併了該地區，到1865年，吉爾吉斯斯坦已完全從屬於俄羅斯。
隨著遷入傳統吉爾吉斯土地上的俄羅斯定居者與游牧的吉爾吉斯人的衝突不斷增加，由於與俄羅斯相比大清給予吉爾吉斯人更多的好處，吉爾吉斯人確信在即將到來的戰爭中大清將擊敗俄羅斯，許多吉爾吉斯人遷入中国，俄羅斯也認為吉爾吉斯人將成為與大清發生的潛在的衝突的原因，開始將吉爾吉斯人驅趕到中国，導致他們在中国的人口不斷增加。清朝灭亡之后，為了躲避俄國人的屠殺（巴斯馬奇運動），在1916年大约有15万吉爾吉斯人大規模逃往中国，迁到北疆伊犁、南疆阿克苏、乌什、喀什、伽师等地。
作為一個由各個部落群體組成的部落聯盟，每個吉爾吉斯部落群體各有自己的首領，随着1884年新疆建省和20世纪30年代柯尔克孜人地区完全被纳入行政管理体系中之后，柯尔克孜族传统的氏族部落制度开始逐步解体，但部落观念和部落头人的影响仍然存在，在牧区表现的较为明显。1954年7月14日，克孜勒苏柯尔克孜自治州宣布成立。

## 文化
中國的柯尔克孜族以牧民居多，主要飼養駱駝和羊。他們的語言和文化與中國的哈薩克人非常相似。吉爾吉斯語是柯尔克孜族的母語，阿克陶等县与维吾尔族杂居的柯尔克孜人通用或兼用维吾尔语，特克斯、昭苏的柯尔克孜人大部分兼用哈萨克语、汉语，塔城、额敏一带的与哈萨克族、蒙古族杂居的柯尔克孜人大部分通用或兼用哈萨克语、蒙古语、汉语。吉尔吉斯族有自己的语言和文字，语言为柯尔克孜语，屬于突厥語族钦察语支。歷史上，吉尔吉斯族曾經使用過古突厥文与察合台文，目前，吉尔吉斯斯坦使用以西里爾字母為基礎的拼音文字，而中國新疆的柯爾克孜族則使用阿拉伯字母拼寫柯爾克孜語。
中國的柯尔克孜族男性的常見服飾包括黑色或藍色無袖長袍，由駱駝毛、羊皮或棉布製成，這件長袍通常穿在白色刺繡襯衫和皮褲上。男女都穿皮靴，但女靴也有刺繡。婦女通常穿著寬大的無領夾克和長裙外搭背心。游牧的柯尔克孜族傾向於掛上燧石或小刀的皮帶，女性通常在頭髮上佩戴銀鍊。男人和女人都戴著一個小燈芯絨無邊帽，有時戴高頂皮帽，女性偶爾會在帽子上戴一條明亮的頭巾。
柯尔克孜族最早信仰萨满教，到18世纪柯尔克孜族大都信仰了伊斯兰教，又融合了薩滿教和原始信仰的許多元素，库特信仰是柯尔克孜族原始宗教信仰，塔城、额敏的柯尔克孜族受蒙古族的影响大部分信仰藏传佛教。柯尔克孜族的传统手工业有木器制作、金属加工、纺织刺绣等，以善制毡制用品著称，草编织品种类很多，大都用芨芨草编制而成。农区村落以砖木结构的平顶屋為主，牧区用白毡盖毡房。《玛纳斯》史诗占柯尔克孜族民间文学首要地位。柯尔克孜族称舞蹈为“比依”，傳統乐器有库姆孜、奥孜库姆孜、克雅克、秋吾尔、多兀勒、巴斯、邦达鲁等。

## 人口
根據中华人民共和国第五次全国人口普查，中國全國共有柯尔克孜族160,875人。
| 地区       | 总人口        | 柯尔克孜族 | 占柯尔克孜族 人口比例（%） | 占地区 少数民族 人口比例（%） | 占地区 人口比例（%） |
| 合计       | 1,245,110,826 | 160,875    | 100                        | 0.1527                        | 0.01292              |
| 31省份合计 | 1,242,612,226 | 160,823    | 99.968                     | 0.1528                        | 0.01294              |
| 西北地区   | 89,258,221    | 158,820    | 98.723                     | 0.9097                        | 0.17793              |
| 东北地区   | 104,864,179   | 1,528      | 0.950                      | 0.0140                        | 0.00146              |
| 华北地区   | 145,896,933   | 227        | 0.141                      | 0.0026                        | 0.00016              |
| 华东地区   | 358,849,244   | 104        | 0.065                      | 0.0042                        | 0.00003              |
| 西南地区   | 193,085,172   | 75         | 0.047                      | 0.0002                        | 0.00004              |
| 中南地区   | 350,658,477   | 69         | 0.043                      | 0.0002                        | 0.00002              |
| 新疆       | 18,459,511    | 158,775    | 98.695                     | 1.4474                        | 0.86013              |
| 黑龙江     | 36,237,576    | 1,473      | 0.916                      | 0.0831                        | 0.00406              |
| 内蒙       | 23,323,347    | 153        | 0.095                      | 0.0032                        | 0.00066              |
| 北京       | 13,569,194    | 45         | 0.028                      | 0.0077                        | 0.00033              |
| 辽宁       | 41,824,412    | 45         | 0.028                      | 0.0007                        | 0.00011              |
| 云南       | 42,360,089    | 42         | 0.026                      | 0.0003                        | 0.00010              |
| 浙江       | 45,930,651    | 37         | 0.023                      | 0.0094                        | 0.00008              |
| 江苏       | 73,043,577    | 30         | 0.019                      | 0.0115                        | 0.00004              |
| 陕西       | 35,365,072    | 19         | 0.012                      | 0.0108                        | 0.00005              |
| 贵州       | 35,247,695    | 17         | 0.011                      | 0.0001                        | 0.00005              |
| 山东       | 89,971,789    | 16         | 0.010                      | 0.0025                        | 0.00002              |
| 海南       | 7,559,035     | 16         | 0.010                      | 0.0012                        | 0.00021              |
| 河北       | 66,684,419    | 15         | 0.009                      | 0.0005                        | 0.00002              |
| 河南       | 91,236,854    | 15         | 0.009                      | 0.0013                        | 0.00002              |
| 广东       | 85,225,007    | 15         | 0.009                      | 0.0012                        | 0.00002              |
| 四川       | 82,348,296    | 14         | 0.009                      | 0.0003                        | 0.00002              |
| 天津       | 9,848,731     | 13         | 0.008                      | 0.0049                        | 0.00013              |
| 甘肃       | 25,124,282    | 13         | 0.008                      | 0.0006                        | 0.00005              |
| 吉林       | 26,802,191    | 10         | 0.006                      | 0.0004                        | 0.00004              |
| 湖南       | 63,274,173    | 10         | 0.006                      | 0.0002                        | 0.00002              |
| 广西       | 43,854,538    | 9          | 0.006                      | 0.0001                        | 0.00002              |
| 江西       | 40,397,598    | 8          | 0.005                      | 0.0064                        | 0.00002              |
| 青海       | 4,822,963     | 8          | 0.005                      | 0.0004                        | 0.00017              |
| 福建       | 34,097,947    | 7          | 0.004                      | 0.0012                        | 0.00002              |
| 上海       | 16,407,734    | 5          | 0.003                      | 0.0048                        | 0.00003              |
| 宁夏       | 5,486,393     | 5          | 0.003                      | 0.0003                        | 0.00009              |
| 湖北       | 59,508,870    | 4          | 0.002                      | 0.0002                        | 0.00001              |
| 重庆       | 30,512,763    | 2          | 0.001                      | 0.0001                        | 0.00001              |
| 山西       | 32,471,242    | 1          | 0.001                      | 0.0010                        | 0.00000              |
| 安徽       | 58,999,948    | 1          | 0.001                      | 0.0003                        | 0.00000              |
| 西藏       | 2,616,329     |            |                            |                               |                      |
| 现役军人   | 2,498,600     | 52         | 0.032                      | 0.0466                        | 0.00208              |

## 注
1. ↑  柯尔克孜和吉尔吉斯是对同一名词的不同音译，分别来源于本民族语言发音和俄语发音。